# Coupe du monde féminine de football 2007
Navigation
États-Unis 2003 Allemagne 2011
La Coupe du monde féminine de football 2007 se tient en Chine du 10 au 30 septembre 2007. Il s'agit de la cinquième édition. La Chine avait été choisie pour organiser la Coupe du monde 2003, mais l'apparition du SRAS avait forcé la FIFA à déplacer l'événement aux États-Unis. La FIFA a alors décidé d'accorder à nouveau l'organisation de l'édition suivante en 2007 à la Chine. Le titre mondial est remporté par l'Allemagne qui s'impose en finale contre le Brésil après avoir marqué 21 buts au cours du tournoi sans en concéder un seul. L'affluence totale a été de 1 156 955 spectateurs pour une moyenne de 36 155 spectateurs par rencontre.
La compétition de 2007 en Chine sert de prélude aux Jeux olympiques d'été de 2008.

## Équipes qualifiées
Comme en 2003, seize nations participent à la phase finale de la Coupe du monde féminine. La Chine est une fois de plus qualifiée d'office en tant que pays hôte, comme en 2003 où elle aurait déjà dû accueillir le tournoi.
Les six confédérations continentales sont représentées : cinq équipes européennes, deux asiatiques (en plus de la Chine), deux africaines, deux sud-américaines, deux d'Amérique du Nord, centrale et Caraïbe et une d'Océanie.
La seizième équipe qualifiée est déterminée à l'issue d'un barrage intercontinental entre les équipes placées troisièmes en Asie et en Amérique du Nord.
| Europe (UEFA) 5 places                                                           | Amérique du Sud (CONMEBOL) 2 places                        | Afrique (CAF) 2 places                                             |
| -------------------------------------------------------------------------------- | ---------------------------------------------------------- | ------------------------------------------------------------------ |
| - Norvège : 3e - Suède : 5e - Allemagne T : 5e - Danemark : 4e - Angleterre : 2e | - Argentine : 2e - Brésil : 5e                             | - Nigeria : 5e - Ghana : 3e                                        |
| Océanie (OFC) 1 place                                                            | Amérique du Nord, Centrale et Caraïbes (CONCACAF) 2 places | Asie (AFC) 4 places dont une au pays hôte                          |
| - Nouvelle-Zélande : 2e                                                          | - Canada : 4e - États-Unis : 5e                            | - Chine PO : 5e - Australie : 4e - Corée du Nord : 3e - Japon : 5e |
|                                                                                  |                                                            |                                                                    |

## Villes et stades retenus
Cinq stades ont été retenues pour accueillir les matchs de la Coupe du monde 2007 :
| \| Tianjin Wuhan Hangzhou Chengdu Shanghai \| Sites de la Coupe du monde 2007 |
| Tianjin Wuhan Hangzhou Chengdu Shanghai                                       |

| Tianjin Wuhan Hangzhou Chengdu Shanghai |

Shanghai a accueilli le match d'ouverture et la finale.

## Arbitres
Ci-dessous, la liste des arbitres retenues pour le Mondial, répartie sur cinq confédérations de football.
| UEFA : | CONCACAF : | CONMEBOL :                                       | CAF : |
| --- | --- | ------------------------------------------------ | --- |
| - Christine Beck - Dagmar Damková - Gyöngyi Gaál - Jenny Palmqvist - Nicole Petignat - Susanne Borg - Cristina Cini - Miriam Draeger - Corinne Lagrange - Irina Mirt - Hege Steinlund - Maria Luisa Villa Gutierrez - Karine Vives Solana | - Jennifer Bennett - Dianne Ferreira-James - Kari Seitz - Cynette Jeffery - Cindy Mohammed - Rita Munoz - Maria Isabel Tovar | - Estela Alvarez - Adriana Correa - Rosa Canales | - Tempa Ndah - Souad Oulhaj |
| - Christine Beck - Dagmar Damková - Gyöngyi Gaál - Jenny Palmqvist - Nicole Petignat - Susanne Borg - Cristina Cini - Miriam Draeger - Corinne Lagrange - Irina Mirt - Hege Steinlund - Maria Luisa Villa Gutierrez - Karine Vives Solana | - Jennifer Bennett - Dianne Ferreira-James - Kari Seitz - Cynette Jeffery - Cindy Mohammed - Rita Munoz - Maria Isabel Tovar | - Estela Alvarez - Adriana Correa - Rosa Canales | AFC : |
| - Christine Beck - Dagmar Damková - Gyöngyi Gaál - Jenny Palmqvist - Nicole Petignat - Susanne Borg - Cristina Cini - Miriam Draeger - Corinne Lagrange - Irina Mirt - Hege Steinlund - Maria Luisa Villa Gutierrez - Karine Vives Solana | - Jennifer Bennett - Dianne Ferreira-James - Kari Seitz - Cynette Jeffery - Cindy Mohammed - Rita Munoz - Maria Isabel Tovar | - Estela Alvarez - Adriana Correa - Rosa Canales | - Pannipar Kamnueng - Niu Huijun - Tammy Ogston - Mayumi Oiwa - Fu Hongjue - Sarah Ho - Airlie Keen - Kim Kyoung Min - Liu Hongjuan - Liu Hsiu Mei - Hisae Yoshizawa |

## Phase finale
Tirage au sort
Le tirage au sort a lieu le 22 avril 2007 à Wuhan.
La Chine, pays organisateur, et les trois équipes les mieux classées du dernier classement FIFA au moment du tirage sont têtes de série.
| Chapeau 1                          | Chapeau 2                     | Chapeau 3                 | Chapeau 4                                | Chapeau X     |
| ---------------------------------- | ----------------------------- | ------------------------- | ---------------------------------------- | ------------- |
| Chine Allemagne Norvège États-Unis | Australie Japon Corée du Nord | Danemark Angleterre Suède | Argentine Ghana Nouvelle-Zélande Nigeria | Brésil Canada |

| Groupe A   | Groupe B      | Groupe C  | Groupe D         |
| ---------- | ------------- | --------- | ---------------- |
| Allemagne  | Nigeria       | Norvège   | Chine            |
| Japon      | États-Unis    | Ghana     | Nouvelle-Zélande |
| Angleterre | Corée du Nord | Australie | Brésil           |
| Argentine  | Suède         | Canada    | Danemark         |

### Premier tour
Les seize équipes sont réparties en quatre groupes de quatre. Chacune affronte les trois autres de son groupe. À l'issue des trois journées, les deux premières de chaque groupe sont qualifiées pour les quarts de finale.

#### Groupe A

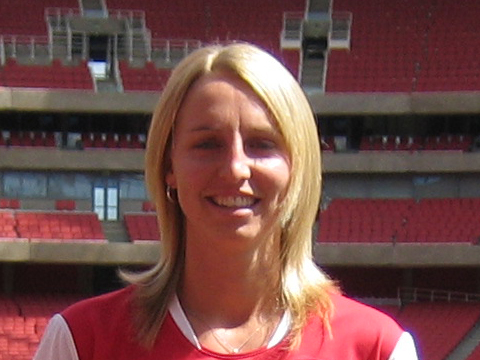
Faye White, capitaine de l'équipe d'Angleterre, ici en 2006

| Rang | Équipe     | Pts | J | G | N | P | Bp | Bc | Diff |
| ---- | ---------- | --- | - | - | - | - | -- | -- | ---- |
| 1    | Allemagne  | 7   | 3 | 2 | 1 | 0 | 13 | 0  | +13  |
| 2    | Angleterre | 5   | 3 | 1 | 2 | 0 | 8  | 3  | +5   |
| 3    | Japon      | 4   | 3 | 1 | 1 | 1 | 3  | 4  | -1   |
| 4    | Argentine  | 0   | 3 | 0 | 0 | 3 | 1  | 18 | -17  |

| Match | Date              | Lieu     | Équipe 1   | Résultat | Équipe 2   |
| ----- | ----------------- | -------- | ---------- | -------- | ---------- |
| J 1   | 10 septembre 2007 | Shanghai | Allemagne  | 11 - 0   | Argentine  |
| J 1   | 11 septembre 2007 | Shanghai | Japon      | 2 - 2    | Angleterre |
| J 2   | 14 septembre 2007 | Shanghai | Argentine  | 0 - 1    | Japon      |
| J 2   | 14 septembre 2007 | Shanghai | Angleterre | 0 - 0    | Allemagne  |
| J 3   | 17 septembre 2007 | Hangzhou | Allemagne  | 2 - 0    | Japon      |
| J 3   | 17 septembre 2007 | Chengdu  | Angleterre | 6 - 1    | Argentine  |

#### Groupe B

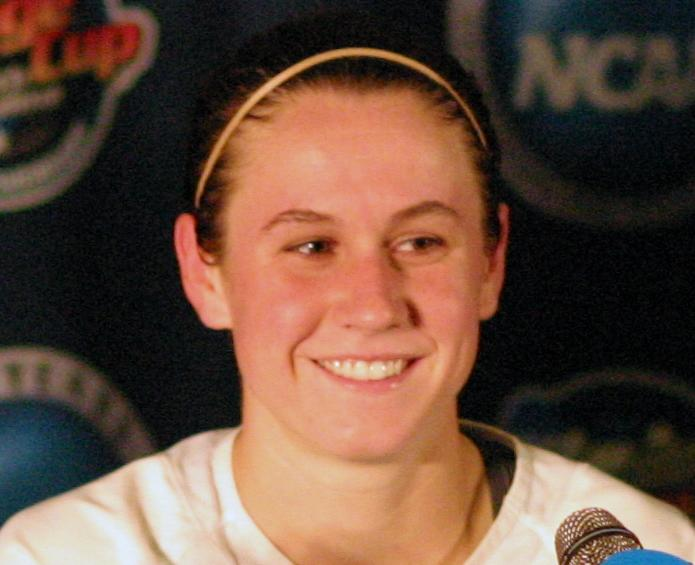
Heather O'Reilly, attaquante des États-Unis

| Rang | Équipe        | Pts | J | G | N | P | Bp | Bc | Diff |
| ---- | ------------- | --- | - | - | - | - | -- | -- | ---- |
| 1    | États-Unis    | 7   | 3 | 2 | 1 | 0 | 5  | 2  | +3   |
| 2    | Corée du Nord | 4   | 3 | 1 | 1 | 1 | 5  | 4  | +1   |
| 3    | Suède         | 4   | 3 | 1 | 1 | 1 | 3  | 4  | -1   |
| 4    | Nigeria       | 1   | 3 | 0 | 1 | 2 | 1  | 4  | -3   |

| Match | Date              | Lieu     | Équipe 1      | Résultat | Équipe 2      |
| ----- | ----------------- | -------- | ------------- | -------- | ------------- |
| J 1   | 11 septembre 2007 | Chengdu  | États-Unis    | 2 - 2    | Corée du Nord |
| J 1   | 11 septembre 2007 | Chengdu  | Nigeria       | 1 - 1    | Suède         |
| J 2   | 14 septembre 2007 | Chengdu  | Suède         | 0 - 2    | États-Unis    |
| J 2   | 14 septembre 2007 | Chengdu  | Corée du Nord | 2 - 0    | Nigeria       |
| J 3   | 18 septembre 2007 | Shanghai | Nigeria       | 0 - 1    | États-Unis    |
| J 3   | 18 septembre 2007 | Tianjin  | Corée du Nord | 1 - 2    | Suède         |

#### Groupe C

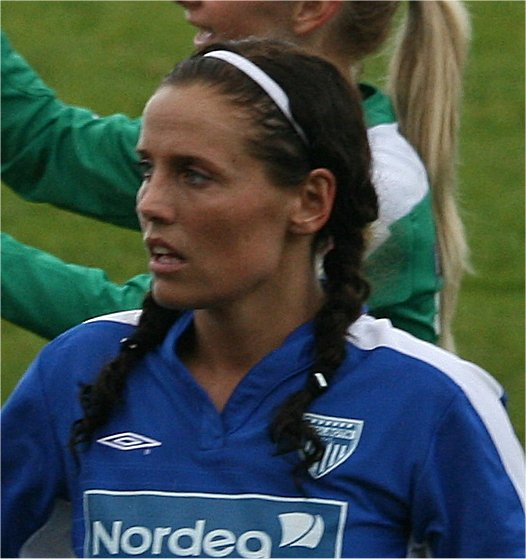
joue dans la défense norvégienne.

| Rang | Équipe    | Pts | J | G | N | P | Bp | Bc | Diff |
| ---- | --------- | --- | - | - | - | - | -- | -- | ---- |
| 1    | Norvège   | 7   | 3 | 2 | 1 | 0 | 10 | 4  | +6   |
| 2    | Australie | 5   | 3 | 1 | 2 | 0 | 7  | 4  | +3   |
| 3    | Canada    | 4   | 3 | 1 | 1 | 1 | 7  | 4  | +3   |
| 4    | Ghana     | 0   | 3 | 0 | 0 | 3 | 3  | 15 | -12  |

| Match | Date              | Lieu     | Équipe 1  | Résultat | Équipe 2  |
| ----- | ----------------- | -------- | --------- | -------- | --------- |
| J 1   | 12 septembre 2007 | Hangzhou | Ghana     | 1 - 4    | Australie |
| J 1   | 12 septembre 2007 | Hangzhou | Norvège   | 2 - 1    | Canada    |
| J 2   | 15 septembre 2007 | Hangzhou | Canada    | 4 - 0    | Ghana     |
| J 2   | 15 septembre 2007 | Hangzhou | Australie | 1 - 1    | Norvège   |
| J 3   | 20 septembre 2007 | Shanghai | Norvège   | 7 - 2    | Ghana     |
| J 3   | 20 septembre 2007 | Chengdu  | Australie | 2 - 2    | Canada    |

#### Groupe D

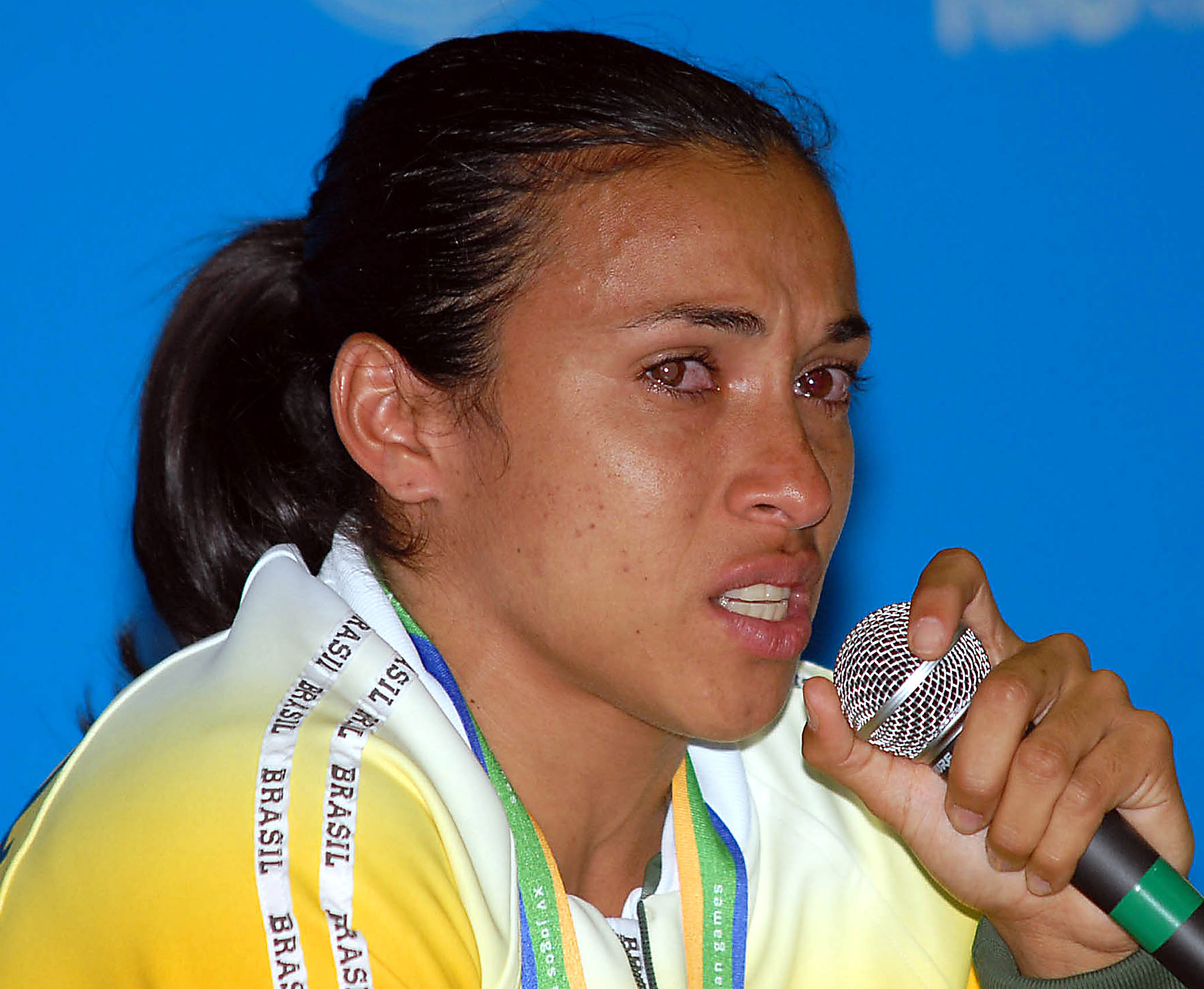
L'attaquante brésilienne Marta

| Rang | Équipe           | Pts | J | G | N | P | Bp | Bc | Diff |
| ---- | ---------------- | --- | - | - | - | - | -- | -- | ---- |
| 1    | Brésil           | 9   | 3 | 3 | 0 | 0 | 10 | 0  | +10  |
| 2    | Chine            | 6   | 3 | 2 | 0 | 1 | 5  | 6  | -1   |
| 3    | Danemark         | 3   | 3 | 1 | 0 | 2 | 4  | 4  | 0    |
| 4    | Nouvelle-Zélande | 0   | 3 | 0 | 0 | 3 | 0  | 9  | -9   |

| Match | Date              | Lieu     | Équipe 1         | Résultat | Équipe 2         |
| ----- | ----------------- | -------- | ---------------- | -------- | ---------------- |
| J 1   | 12 septembre 2007 | Wuhan    | Nouvelle-Zélande | 0 - 5    | Brésil           |
| J 1   | 12 septembre 2007 | Wuhan    | Chine            | 3 - 2    | Danemark         |
| J 2   | 15 septembre 2007 | Wuhan    | Danemark         | 2 - 0    | Nouvelle-Zélande |
| J 2   | 15 septembre 2007 | Wuhan    | Brésil           | 4 - 0    | Chine            |
| J 3   | 20 septembre 2007 | Tianjin  | Chine            | 2 - 0    | Nouvelle-Zélande |
| J 3   | 20 septembre 2007 | Hangzhou | Brésil           | 1 - 0    | Danemark         |

### Tableau final

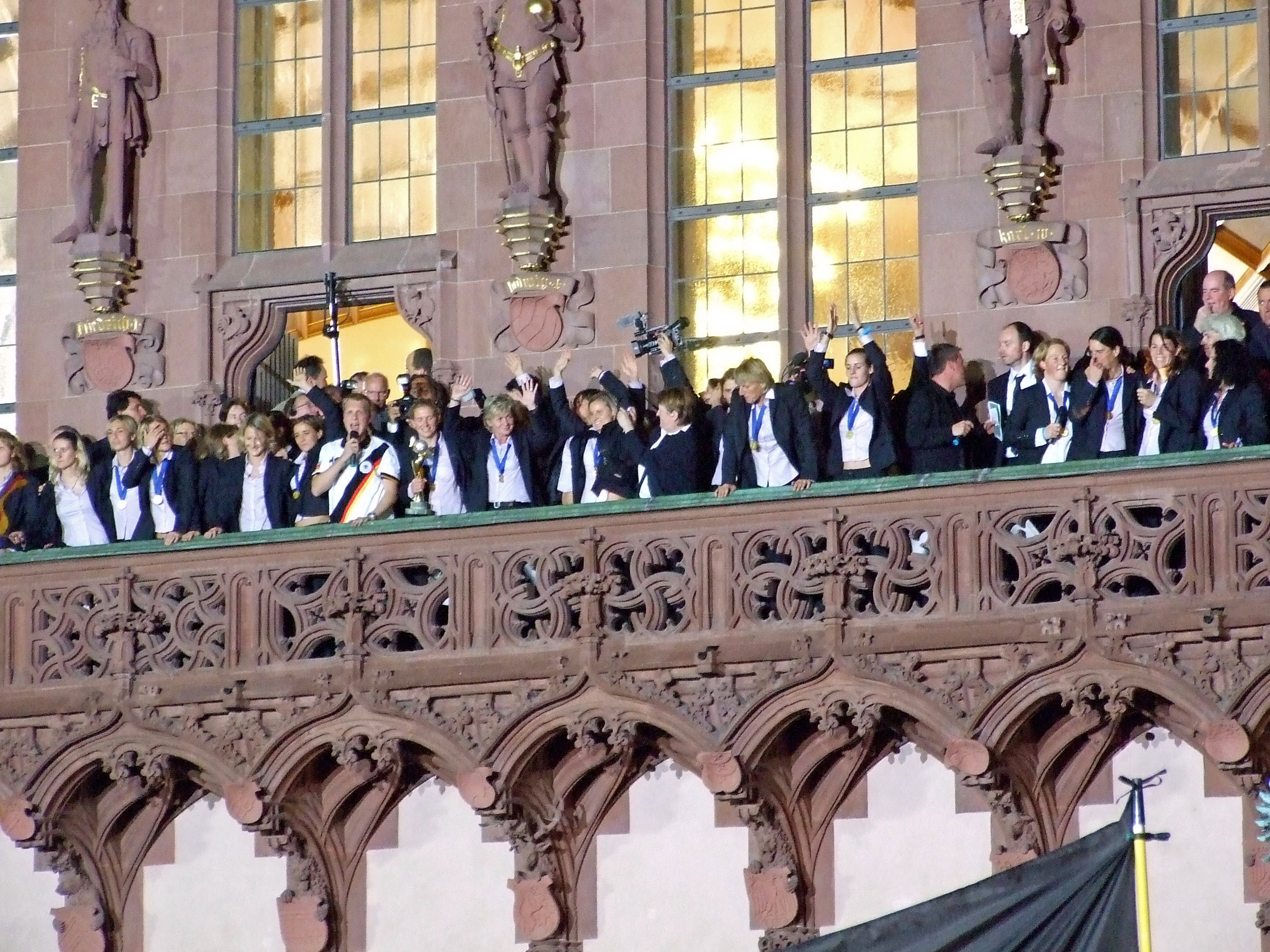
Joueuses allemandes présentant le trophée sur le balcon de la mairie de Francfort

|  | Quarts de finale       | Quarts de finale        |                         |                         | Demi-finales           | Demi-finales           |   |  | Finale                  | Finale                  |
|  | Quarts de finale       | Quarts de finale        |                         |                         | Demi-finales           | Demi-finales           |   |  | Finale                  | Finale                  |
|  |                        |                         |                         |                         |                        |                        |   |  |                         |                         |
|  | 22 septembre - Wuhan   | 22 septembre - Wuhan    |                         |                         | 26 septembre - Tianjin | 26 septembre - Tianjin |   |  | 30 septembre - Shanghai | 30 septembre - Shanghai |
|  | 22 septembre - Wuhan   | 22 septembre - Wuhan    |                         |                         | 26 septembre - Tianjin | 26 septembre - Tianjin |   |  | 30 septembre - Shanghai | 30 septembre - Shanghai |
|  | Allemagne              | 3                       |                         |                         | 26 septembre - Tianjin | 26 septembre - Tianjin |   |  | 30 septembre - Shanghai | 30 septembre - Shanghai |
|  | Allemagne              | 3                       |                         |                         | 26 septembre - Tianjin | 26 septembre - Tianjin |   |  | 30 septembre - Shanghai | 30 septembre - Shanghai |
|  | Corée du Nord          | 0                       |                         |                         | 26 septembre - Tianjin | 26 septembre - Tianjin |   |  | 30 septembre - Shanghai | 30 septembre - Shanghai |
|  | Corée du Nord          | 0                       | Allemagne               | 3                       |                        |                        |   |  | 30 septembre - Shanghai | 30 septembre - Shanghai |
|  | 23 septembre - Wuhan   |                         | Allemagne               | 3                       |                        |                        |   |  | 30 septembre - Shanghai | 30 septembre - Shanghai |
|  |                        | Norvège                 | 0                       |                         |                        |                        |   |  | 30 septembre - Shanghai | 30 septembre - Shanghai |
|  | Norvège                | Norvège                 | 0                       | 1                       |                        |                        |   |  | 30 septembre - Shanghai | 30 septembre - Shanghai |
|  | Norvège                |                         |                         | 1                       |                        |                        |   |  | 30 septembre - Shanghai | 30 septembre - Shanghai |
|  | Chine                  | 0                       |                         |                         |                        |                        |   |  | 30 septembre - Shanghai | 30 septembre - Shanghai |
|  | Chine                  | 0                       | Allemagne               | 2                       |                        |                        |   |  |                         |                         |
|  | 22 septembre - Tianjin |                         | Allemagne               | 2                       |                        |                        |   |  |                         |                         |
|  |                        | Brésil                  | 0                       |                         |                        |                        |   |  |                         |                         |
|  | États-Unis             | Brésil                  | 0                       | 3                       |                        |                        |   |  |                         |                         |
|  | États-Unis             | 27 septembre - Hangzhou |                         | 3                       |                        |                        |   |  |                         |                         |
|  | Angleterre             | 0                       |                         |                         |                        |                        |   |  |                         |                         |
|  | Angleterre             | 0                       | États-Unis              | 0                       |                        |                        |   |  |                         |                         |
|  | 23 septembre - Tianjin | 23 septembre - Tianjin  | États-Unis              | 0                       | Match pour la 3e place | Match pour la 3e place |   |  |                         |                         |
|  | 23 septembre - Tianjin | 23 septembre - Tianjin  |                         | Brésil                  | Match pour la 3e place | Match pour la 3e place | 4 |  |                         |                         |
|  | Brésil                 | 3                       | 30 septembre - Shanghai | 30 septembre - Shanghai |                        |                        | 4 |  |                         |                         |
|  | Brésil                 | 3                       | 30 septembre - Shanghai | 30 septembre - Shanghai |                        |                        |   |  |                         |                         |
|  | Australie              | 2                       |                         | Norvège                 | 1                      |                        |   |  |                         |                         |
|  | Australie              | 2                       |                         | Norvège                 | 1                      |                        |   |  |                         |                         |
|  |                        |                         |                         |                         |                        |                        |   |  | États-Unis              | 4                       |
|  |                        |                         |                         |                         |                        |                        |   |  | États-Unis              | 4                       |

#### Quarts de finale
| Match 25                | Allemagne                               | 3 – 0   | Corée du Nord | Stade du centre sportif de Wuhan, Wuhan       |                                               |
| 22 septembre 2007 17:00 | Garefrekes 44e · Lingor 67e · Krahn 72e | (1 – 0) |               | Spectateurs : 37 200 Arbitrage : Tammy Ogston | Spectateurs : 37 200 Arbitrage : Tammy Ogston |

| Match 26                | États-Unis                         | 3 – 0   | Angleterre | Centre olympique de Tianjin, Tianjin             |                                                  |
| 22 septembre 2007 20:00 | Wambach 48e · Boxx 57e · Lilly 60e | (0 – 0) |            | Spectateurs : 29 586 Arbitrage : Jenny Palmqvist | Spectateurs : 29 586 Arbitrage : Jenny Palmqvist |

| Match 27                | Norvège       | 1 – 0   | Chine | Stade du centre sportif de Wuhan, Wuhan       |                                               |
| 23 septembre 2007 17:00 | Herlovsen 32e | (1 – 0) |       | Spectateurs : 52 000 Arbitrage : Gyöngyi Gaál | Spectateurs : 52 000 Arbitrage : Gyöngyi Gaál |

| Match 28                | Brésil                                        | 3 – 2   | Australie                    | Centre olympique de Tianjin, Tianjin            |                                                 |
| 23 septembre 2007 20:00 | Formiga 4e · Marta 23e (pen.) · Cristiane 75e | (2 – 1) | De Vanna 36e · Colthorpe 68e | Spectateurs : 35 061 Arbitrage : Christine Beck | Spectateurs : 35 061 Arbitrage : Christine Beck |

#### Demi-finales
| Match 29                | Allemagne                                      | 3 – 0   | Norvège | Centre olympique de Tianjin, Tianjin            |                                                 |
| 26 septembre 2007 20:00 | Rønning 42e (csc) · Stegemann 72e · Müller 75e | (1 – 0) |         | Spectateurs : 53 819 Arbitrage : Dagmar Damková | Spectateurs : 53 819 Arbitrage : Dagmar Damková |

| Match 30                | États-Unis | 0 – 4   | Brésil                                            | Stade du Dragon de Hangzhou, Hangzhou            |                                                  |
| 27 septembre 2007 20:00 |            | (0 – 2) | Osborne 20e (csc) · Marta 27e 79e · Cristiane 56e | Spectateurs : 47 818 Arbitrage : Nicole Petignat | Spectateurs : 47 818 Arbitrage : Nicole Petignat |

#### Match pour la troisième place
| Match 31                | Norvège         | 1 – 4   | États-Unis                                    | Stade de Hongkou, Shanghai                    |                                               |
| 30 septembre 2007 17:00 | Gulbrandsen 63e | (0 – 1) | Wambach 30e 46e · Chalupny 58e · O'Reilly 59e | Spectateurs : 32 068 Arbitrage : Gyöngyi Gaál | Spectateurs : 32 068 Arbitrage : Gyöngyi Gaál |

#### Finale
| Match 32                | Allemagne               | 2 – 0   | Brésil | Stade de Hongkou, Shanghai                    |                                               |
| 30 septembre 2007 20:00 | Prinz 52e · Laudehr 86e | (0 – 0) |        | Spectateurs : 31 000 Arbitrage : Tammy Ogston | Spectateurs : 31 000 Arbitrage : Tammy Ogston |
| 30 septembre 2007 20:00 | Rapport                 |         |        | Spectateurs : 31 000 Arbitrage : Tammy Ogston | Spectateurs : 31 000 Arbitrage : Tammy Ogston |

| Allemagne | Brésil |

| Allemagne :    |    |                    |     |     |
|                |    |                    |     |     |
| G              | 1  | Nadine Angerer     |     |     |
| D              | 2  | Kerstin Stegemann  |     |     |
| D              | 5  | Annike Krahn       |     |     |
| D              | 17 | Ariane Hingst      |     |     |
| D              | 6  | Linda Bresonik     | 63e |     |
| A              | 18 | Kerstin Garefrekes | 7e  |     |
| A              | 14 | Simone Laudehr     |     |     |
| A              | 10 | Renate Lingor      |     |     |
| A              | 7  | Melanie Behringer  |     | 74e |
| A              | 8  | Sandra Smisek      |     | 80e |
| A              | 9  | Birgit Prinz       |     |     |
| Remplaçantes : |    |                    |     |     |
| A              | 16 | Martina Müller     |     | 74e |
| M              | 19 | Fatmire Bajramaj   |     | 80e |
| Entraîneur :   |    |                    |     |     |
| Silvia Neid    |    |                    |     |     |

| Brésil :        |    |              |     |     |
|                 |    |              |     |     |
| G               | 1  | Andréia      |     |     |
| D               | 3  | Aline        |     | 88e |
| D               | 5  | Renata Costa |     |     |
| D               | 4  | Tânia        |     | 81e |
| M               | 2  | Elaine       |     |     |
| M               | 8  | Formiga      |     |     |
| M               | 20 | Ester        |     | 63e |
| M               | 9  | Maycon       |     |     |
| A               | 11 | Cristiane    |     |     |
| A               | 7  | Daniela      | 59e |     |
| A               | 10 | Marta        |     |     |
| Remplaçantes :  |    |              |     |     |
| D               | 6  | Rosana       |     | 63e |
| A               | 18 | Pretinha     |     | 81e |
| A               | 15 | Kátia        |     | 88e |
| Entraîneur :    |    |              |     |     |
| Jorge Barcellos |    |              |     |     |

| Joueuse du match : Nadine Angerer Arbitres assistantes : Maria Isabel Tovar Rita Munoz Quatrième arbitre : Mayumi Oiwa |

## Récompenses

### Ballon d'or de la meilleure joueuse
Le Ballon d'or est la récompense attribuée à la meilleure joueuse de la Coupe du monde 2007.
| Place              | Joueuse      |
| ------------------ | ------------ |
| Médaille d'or      | Marta        |
| Médaille d'argent  | Birgit Prinz |
| Médaille de bronze | Cristiane    |

### Soulier d'or de la meilleure buteuse
Le Soulier d'or est attribué à la meilleure buteuse de la compétition. Le classement du Soulier d'or est établi selon le nombre de buts marqués puis, en cas d'égalité entre plusieurs joueuses, selon le nombre de passes décisives délivrées. En cas de nouvelle égalité, la buteuse la mieux classée est celle ayant eu le plus faible temps de jeu pendant la Coupe du monde.
| Place              | Joueuse              | Buts |
| ------------------ | -------------------- | ---- |
| Médaille d'or      | Marta                | 7    |
| Médaille d'argent  | Abby Wambach         | 6    |
| Médaille de bronze | Ragnhild Gulbrandsen | 6    |

### Autres récompenses
Le Gant d'or est attribué à la meilleure gardienne de but de la compétition. Le Prix du fair-play de la FIFA est attribué à l'équipe ayant fait preuve du plus bel esprit sportif et du meilleur comportement.
| Prix              | Lauréat        |
| ----------------- | -------------- |
| Gant d'or         | Nadine Angerer |
| Prix du fair-play | Norvège        |

### Équipe-type de la compétition
Les meilleures joueuses de la Coupe du monde font partie d'une équipe-type sélectionnée par la FIFA.
Voici l'équipe idéale de la Coupe du monde 2007 :
| Gardiennes                  | Défenseurs                                                      | Milieux                                                                    | Attaquantes                                |
| --------------------------- | --------------------------------------------------------------- | -------------------------------------------------------------------------- | ------------------------------------------ |
| Nadine Angerer Bente Nordby | Ariane Hingst Li Jie Ane Stangeland Horpestad Kerstin Stegemann | Daniela Formiga Kelly Smith Renate Lingor Ingvild Stensland Kristine Lilly | Lisa De Vanna Marta Cristiane Birgit Prinz |